# Mattoni (Mineralwasser)
Mattoni ist eine traditionsreiche Mineralwassermarke aus Kyselka (deutsch Gießhübl-Sauerbrunn) in Tschechien. Abfüller ist die Aktiengesellschaft Mattoni Akciová společnost, ein Tochterunternehmen der Karlovarské minerálni vody.

## Geschichte

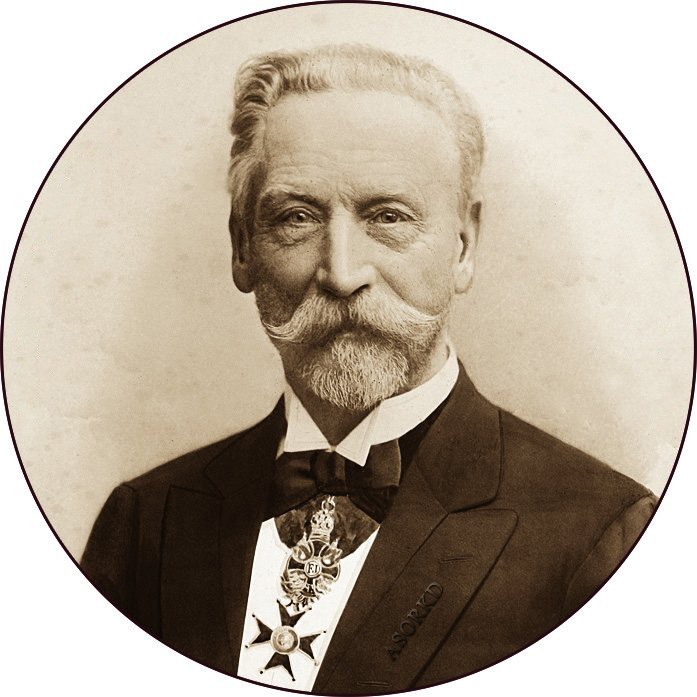
Firmengründer Heinrich von Mattoni

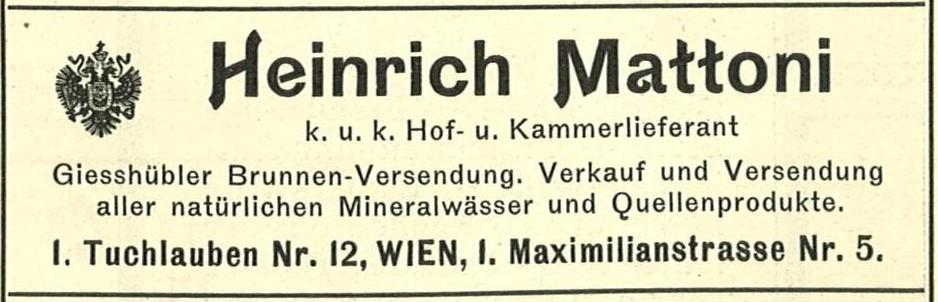
Hoflieferant (1908)

Die Geschichte dieses Mineralwassers begann im Jahr 1864, als Heinrich von Mattoni (gebürtig aus Karlovy Vary mit italienisch-tschechischen Wurzeln) mit seinem später ausgeschiedenen Geschäftspartner Friedrich Knoll die Abfüllung im damaligen Gießhübl-Puchstein aufnahm. Mattoni, der vorher mit Karlsbader Heilwasser handelte, konnte die Produktion erfolgreich vergrößern und baute eine moderne Fabrik mit Verteilungsnetz in Karlsbad und Westböhmen. Mattonis Gießhübler Sauerbrunnen entwickelte sich zur bekanntesten Mineralwassermarke der Donaumonarchie und war bereits um 1880 als eines der besten Mineralwasser in Europa anerkannt. Das Unternehmen wurde 1870 k.u.k Hoflieferant und Kammerlieferant des Kaisers Franz Joseph, die Firmenzentrale befand sich in der repräsentativen Villa Mattoni in Gießhübl. Als der Firmengründer im Jahr 1910 verstarb, wurden jährlich 12 Millionen Flaschen ins Ausland geliefert. Kyselka war unter der Führung Mattonis zu einem mondänen kleinen Kurort geworden.

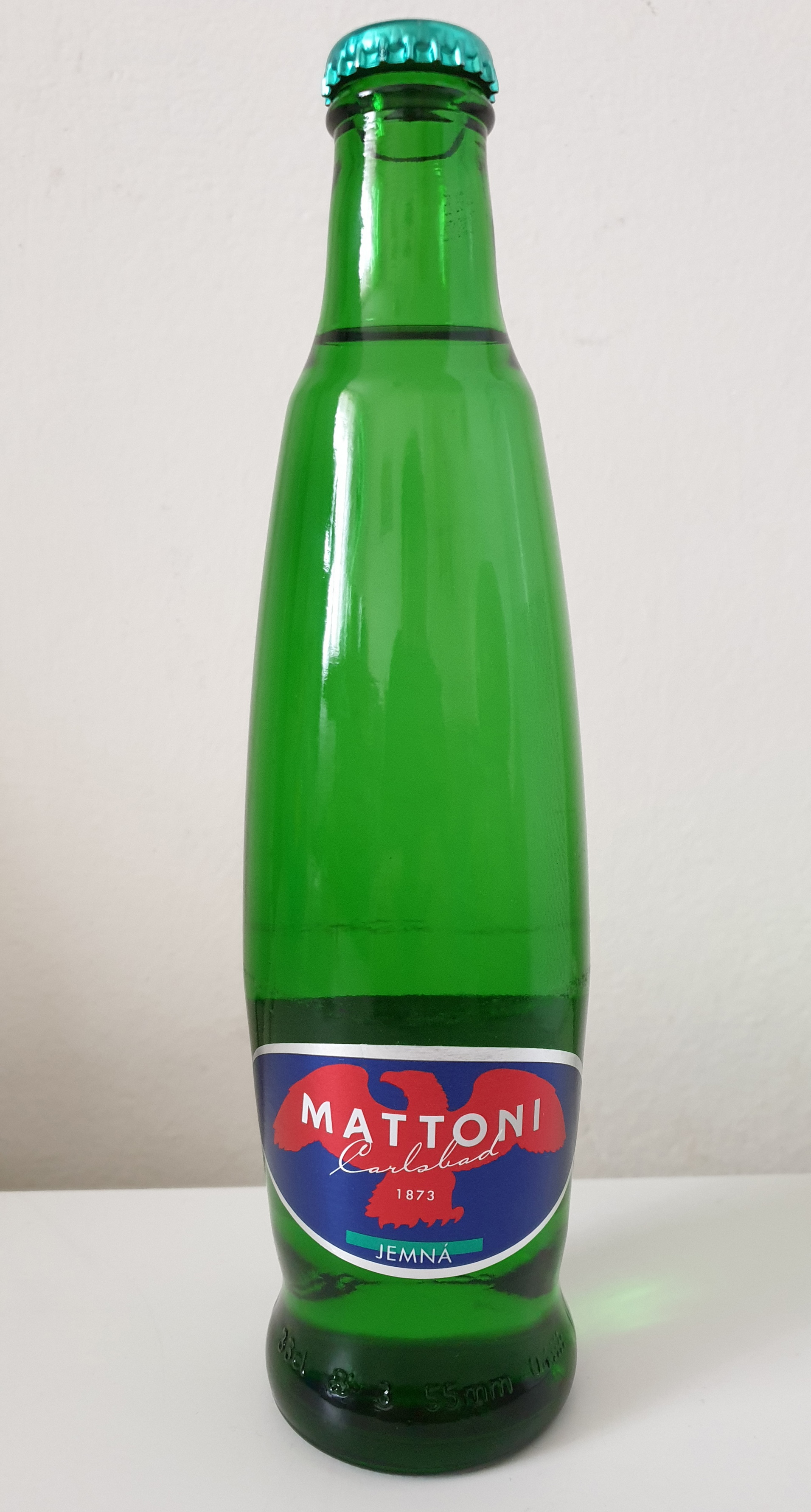
Mattoni-Glasflasche

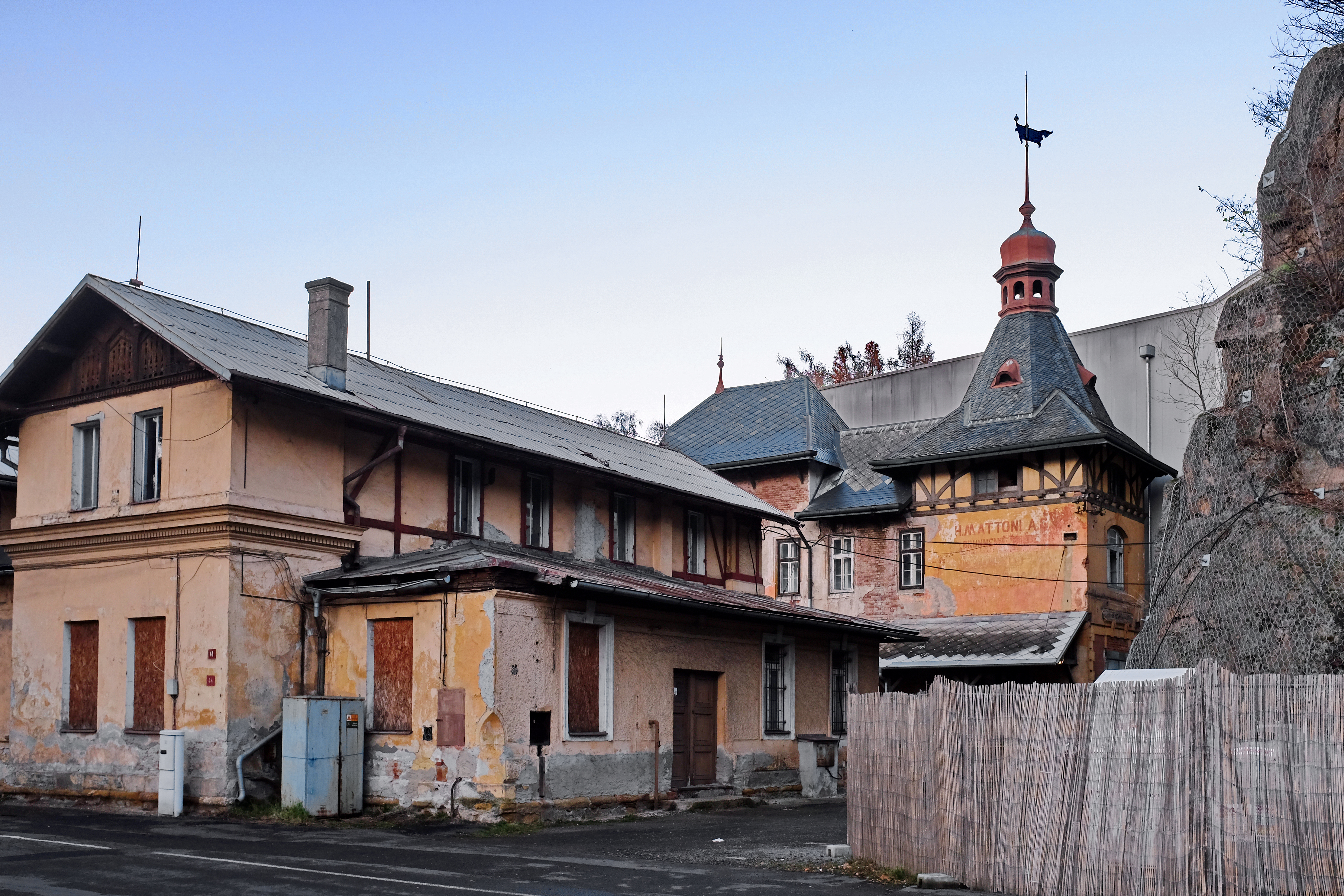
Betriebsgelände in Kyselka

Der Erste Weltkrieg und der Zusammenbruch der Monarchie brachten dem Unternehmen schwere Zeiten, da der traditionelle Absatzmarkt einbrach. Zeitweise befand sich die Mehrheit des 1936 mit 4,2 Millionen tschechischen Kronen angegebenen Aktienkapitals in den Händen einer holländischen Gesellschaft. 1920 erwarb die Mattoni AG sämtliche Aktien der konkurrierenden Krondorfer Sauerbrunn AG im benachbarten Krondorf-Sauerbrunn.
Die Wirren des Zweiten Weltkrieges und die Zerschlagung der Tschechoslowakei im Jahr 1939 durch die Nationalsozialisten erschwerten die Geschäfte für das Unternehmen abermals. Die Heinrich Mattoni AG stand kurz vor dem Konkurs und verkaufte 98,8 % ihrer Aktien an die Deutsche Wirtschaftsbetriebe GmbH, einem Unternehmen im Besitz der SS. In diesem Zusammenhang wird auch verständlich, warum von 1942 bis 1944 in einer Villa der Heinrich Mattoni AG das KZ-Außenlager Krondorf-Sauerbrunn untergebracht war. 1944 erwarb das SS-Wirtschafts- und Verwaltungshauptamt, Arbeitsgruppe W (Wirtschaftliche Unternehmen), Amt W III (Ernährungsbetriebe) die Aktien der Heinrich Mattoni AG.
Nach dem Ende des Zweiten Weltkrieges wurde die Firma verstaatlicht und vom in Karlsbad ansässigen Staatsunternehmen Západočeská zřídla betrieben. Nach 1989 wurde dieses in die Aktiengesellschaft Karlovarské minerálni vody (tschechisch für Karlsbader Mineralwasser) umgewandelt, die heute das größte Mineralwasserunternehmen in Tschechien ist. Eigentümer wurde die italienische Industriellenfamilie Pasquale.
Das Unternehmen füllt immer noch in den historischen Gebäuden aus der Zeit der Donaumonarchie ab, eine moderne Abfüllanlage wurde Ende der 1980er Jahre neben den historischen Gebäuden errichtet und in den 1990er Jahren modernisiert. Mattoni-Wasser wird heute zusätzlich in verschiedenen Geschmackszusätzen verkauft.
Die österreichische Waldquelle ist ein Tochterunternehmen von Mattoni.